# Hyperlophus vittatus
Hyperlophus vittatus is een straalvinnige vissensoort uit de familie van de haringen (Clupeidae). De wetenschappelijke naam is gepubliceerd in 1875 door Castelnau.